# 劉瀟瀟
刘潇潇，刘少奇小女儿。小名小小，生于北京，原籍湖南宁乡。

## 个人经历
1960年生于北京，曾在北京北长街小学、北京161中学学习；
1979年考入北京大学生物学系；
1980年考入上海同济大学留德班学习；
1981-1987年在德国波恩大学和卡乐斯堡工学院攻读生物遗传工程学，获生物工程硕士学位。同年回国创业。